# Czudnica
Czudnica (ukr. Чудниця) – wieś na Ukrainie w rejonie hoszczańskim obwodu rówieńskiego.